# Alzamiento de Yaroslavl
El Alzamiento de Yaroslavl fue una serie de levantamientos realizados por fuerzas antibolcheviques, coordinados principalmente por la Unión para la Defensa de la Patria y la Libertad de Borís Sávinkov y fomentados por los Aliados durante la guerra civil rusa, en el verano de 1918.
La mala situación económica, la represión política gubernamental y la imposibilidad de expulsar de la presidencia del sóviet local a los bolcheviques, a pesar de las derrotas de estos en las elecciones de la primavera, acrecentaron el descontento popular en Yaroslavl. Los conjurados en el Alzamiento, dirigidos por el antiguo socialrevolucionario Borís Sávinkov, involucrado el año anterior en el fallido golpe de Kornílov, planearon el levantamiento a pesar de contar con escasos efectivos; el embajador francés, Noulens, apremió a Sávinkov comunicándole la inminente intervención militar de los Aliados contra el Gobierno bolchevique. Los confabulados debían tratar de tomar el control de diversas localidades cercanas, pero su escaso número impidió el levantamiento en algunas. Las ciudades capturadas tuvieron que esperar la pronta aparición de las tropas aliadas, que debían servir para reforzar a los rebeldes.
El 5 de julio, los escasos conjurados lograron hacerse con armamento y tomar a continuación el centro de la ciudad, pero no consiguieron el apoyo del grueso de la guarnición, que pronto se enfrentó a los alzados con el apoyo de crecientes refuerzos que llegaban a la localidad. Los alzamientos en las ciudades cercanas fracasaron pronto y privaron a Yaroslavl de apoyo exterior. Sin poder recurrir al respaldo de los campesinos por carecer de armamento para ellos, sin refuerzos de la Unión, sin soldados de la Entente para socorrer la ciudad y cercados por fuerzas enemigas cada vez más numerosas, los principales rebeldes abandonaron Yaroslavl el 17 de julio, cuatro días antes de que la ciudad cayese en manos de los bolcheviques, lo que puso fin al levantamiento.

## Antecedentes
La mala situación económica (desempleo creciente, inflación desbocada y peligro de hambruna), favoreció el reforzamiento del amplio apoyo tradicional de los obreros a los mencheviques en Yaroslavl, capital provincial y centro de un importante distrito militar. La situación facilitó la crítica de estos a la política industrial bolchevique, a la que culpaban de la situación. Para los mencheviques, la solución a los problemas económicos pasaba por la cooperación entre obreros y empresarios y la implantación de un modelo político democrático. Gracias a su popularidad creciente, los mencheviques exigieron repetidamente la celebración de nuevas elecciones al sóviet, que la mayoría bolchevique rechazó. A pesar de la represión y amenazas a los dirigentes mencheviques (que incluyeron el cierre de su periódico y varios arrestos de su principal representante en la ciudad), estos no cejaron en su insistencia por celebrar elecciones. Los mencheviques criticaban la autonomía de la Guardia Roja, que actuaba sin someterse a las decisiones del sóviet, la paulatina conversión de este en un organismo estatal y prometieron volverlo a someter al control de los trabajadores, además de poner fin a las requisiciones y devolver la gestión municipal a la duma local. Además, volvían a exigir la restauración de la Asamblea Constituyente, única capaz, en su opinión, de resolver los problemas principales del país. Cediendo finalmente a la presión de la oposición y observando que el retraso en su celebración solo favorecía a esta, los bolcheviques aceptaron realizar nuevas votaciones al sóviet local, que tuvieron lugar el 9 de abril. Los mencheviques ganaron con cuarenta y siete delegados mencheviques, frente a los treinta y ocho bolcheviques y doce socialrevolucionarios de un total de noventa y ocho, pero el Gobierno soviético, descontento con el resultado, lo declaró nulo y disolvió el sóviet.
La disolución produjo protestas obreras alentadas por los delegados mencheviques y socialrevolucionarios que pronto se convirtieron en huelgas. El consejo militar revolucionario amenazó con disparar contra los huelguistas y trescientos impresores fueron fusilados. La represión no acabó con las protestas, sino que las avivó: el 15 de abril, la ciudad quedó paralizada por una huelga general y poco después los trabajadores ferroviarios de Rýbinsk se unieron a ellas.
Los bolcheviques respondieron entonces con una mezcla de represión y concesiones: juzgaron a algunos dirigentes mencheviques el 18 de abril al tiempo que aceptaban celebrar nuevamente elecciones entre el 20 y el 30 del mes. Una gran manifestación obrera obligó a las autoridades a liberar a los mencheviques detenidos y las elecciones resultaron en una abrumadora mayoría (un 87 % de los votos), pero el Gobierno soviético lo disolvió nuevamente.
La población se hallaba descontenta.77 Parte de los mencheviques locales comenzaban a aceptar la posibilidad de oponerse por las armas a los bolcheviques a pesar de la postura de su comité central. Los conjurados de la Unión para la Defensa de la Patria y La Libertad de Borís Sávinkov apenas eran, no obstante, unos doscientos hombres, insuficientes para enfrentarse a la guarnición local, que contaba con un millar. Por su parte, el embajador francés Noulens convenció al dirigente de la Unión, Sávinkov, de la próxima intervención militar Aliada, lo que llevó a este a tratar de tomar el control de ciertas poblaciones para facilitar la operación. Según las declaraciones de Sávinkov durante su juicio en la URSS en los años veinte, Noulens financiaba su organización.

## Preparativos

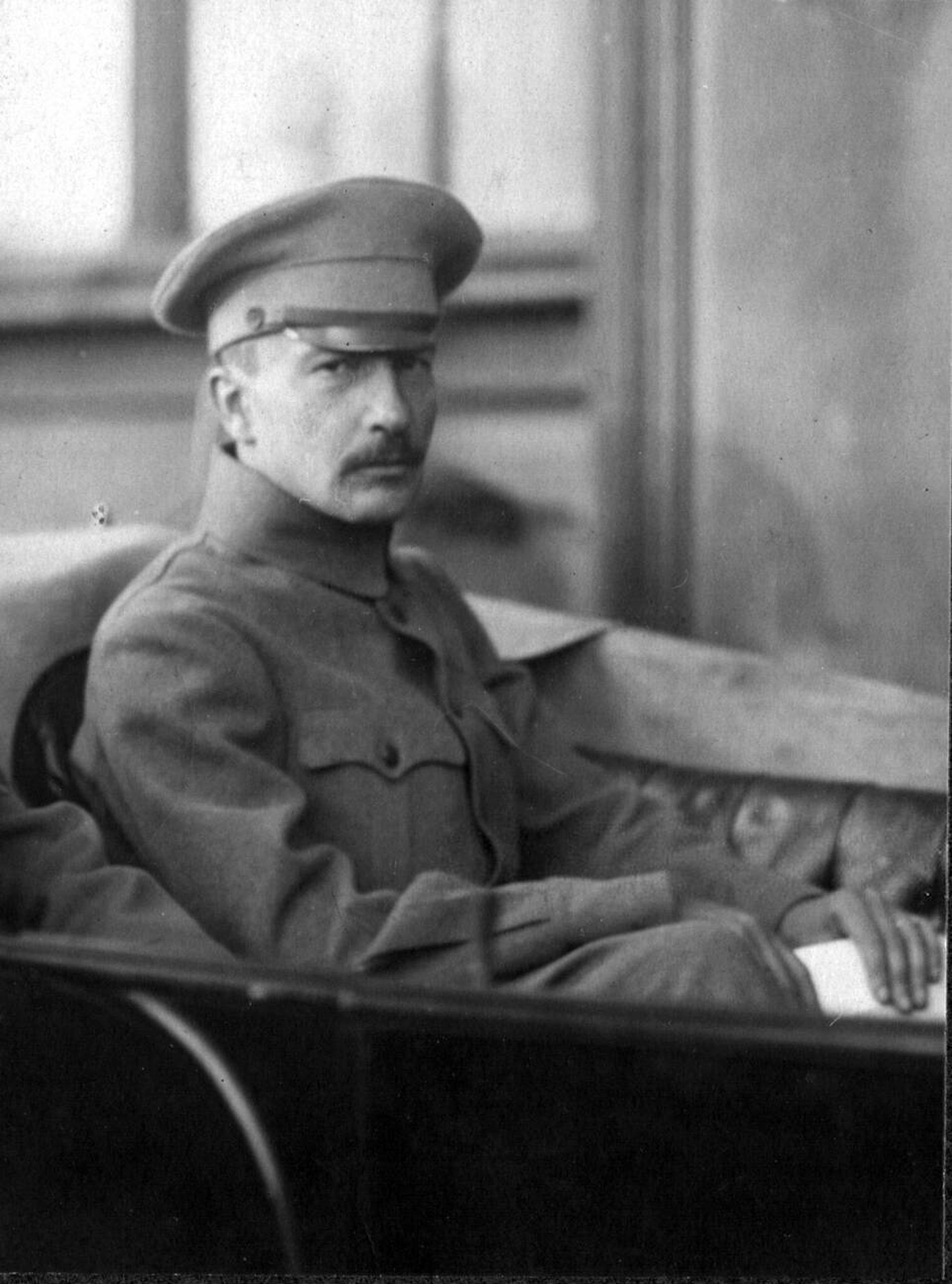
Borís Sávinkov, antiguo socialrevolucionario, terrorista y viceministro de Defensa del Gobierno provisional ruso, planeó el alzamiento en Yaroslavl y las cercanas Rýbinsk, Kostromá y Múrom ante la promesa de apoyo aliado, que no se produjo.

El coronel Perjúrov, representante de la Unión que debía organizar la toma de Yaroslavl, llegó a la ciudad a comienzos de junio. El plan era comenzar el levantamiento pocos días después, el 4 o 5 de julio, y ligarlo a rebeliones simultáneas en las cercanas ciudades de Rýbinsk, Kostromá y Múrom. Rýbinsk contaba con arsenales de artillería que debían servir para vencer en los combates por el control de Yaroslavl. Sávinkov, dada la importancia de Rýbinsk, se trasladó a esta localidad junto con el coronel Brode, mientras el también coronel Gopper trataba en vano de organizar el alzamiento en Kostromá y otro representante de la Unión se instalaba en Múrom. Gopper tuvo que trasladar a sus escasos partidarios de Kostromá a Yaroslavl a comienzos de julio ante la imposibilidad de organizar una fuerza lo suficientemente poderosa como para tomar la primera. La Unión organizó el Alzamiento en conjunción con los mencheviques locales. La guarnición de Yaroslavl, conocedora de los planes de rebelión y en parte simpatizante, decidió, sin embargo, no unirse a ella.

## El alzamiento
El plan consistía en concentrar las fuerzas militares junto a los almacenes de armamento a las afueras de Yaroslavl en la madrugada del 5 de julio, deshacerse de la guardia y tomar las armas que allí se hallasen, para luego rodear a la guarnición y la central de correos y telégrafos. Con los primeros combates, los obreros favorables a los rebeldes debían armarse y tomar la estación de ferrocarril. Algunos dirigentes mencheviques se encontraban en contacto con los conspiradores, aunque otros se oponían a participar en lo que consideraban un mero enfrentamiento entre bolcheviques y contrarrevolucionarios. Para el amanecer, la ciudad debía encontrarse en manos de los confabulados. Pronto fuerzas procedentes de Rýbinsk debían reforzar a Perjúrov, que debía recibir además auxilio de tropas de los Aliados como muy tarde cuatro días después de la toma de Yaroslavl.
La tarde del 4 de julio, sin embargo, apenas cincuenta de los doscientos miembros de la Unión destinados a la revuelta de Yaroslavl habían alcanzado la población y la mayoría de los mencheviques locales, a pesar de su simpatía por los planes de Sávinkov, decidieron obedecer las instrucciones de su comité central y permanecer neutrales en el enfrentamiento, lo que privó a la Unión del respaldo claro de los trabajadores de la ciudad.80 Los planes de Sávinkov siguieron torciéndose por la noche: las tropas de la guarnición que debían unirse a sus fuerzas no se presentaron a tiempo y estas apenas reunían a setenta hombres en vez de los doscientos previstos. En el último momento y dada la falta de apoyo de Gopper, Perjúrov decidió retrasar la rebelión a la noche siguiente. La madrugada del día 5, con ciento seis hombres y doce revólveres, Perjúrov logró, no obstante, tomar los almacenes militares. Horas más tarde, un vehículo blindado de la guarnición se unió a los rebeldes, así como una patrulla de caballería que se había acercado a investigar. El grupo se dirigió al centro de la ciudad, donde capturó diversos edificios importantes sin encontrar resistencia. Al amanecer la ciudad se hallaba en manos de la Unión. El mismo día, en Moscú, tenía lugar el alzamiento socialrevolucionario que comenzó con el asesinato del embajador alemán. La noticia del levantamiento en Yaroslavl, que llegó a la capital a primeras horas de la tarde, obligó al Gobierno de Lenin a enviar parte de sus escasas tropas a la ciudad; tras la marcha de unidades a Múrmansk y a enfrentarse con la Legión Checoslovaca, el envío de unidades a Yaroslavl dejó el control de la capital en manos de unas pocas unidades de tiradores letones y de la Cheka, ya que el resto de unidades presentes en Moscú estaban todavía en instrucción.

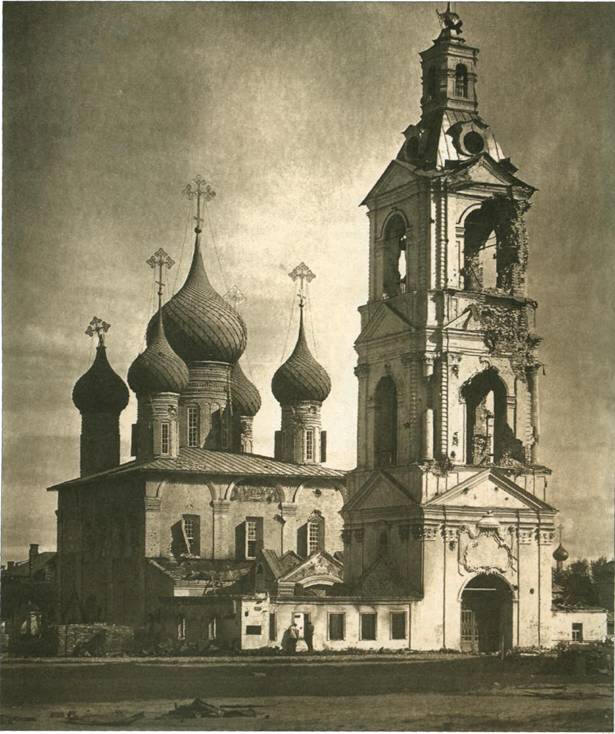
Daños en la iglesia de la Ascensión producidos durante los combates por el control de la ciudad.

Esta proclamó su cercanía con los Gobiernos antisoviéticos del Komuch y del Gobierno Provisional de Siberia, se declaró representante local del general Mijaíl Alexéyev y de su Ejército de Voluntarios e impuso la ley marcial. Los rebeldes asesinaron a muchos de los bolcheviques de la localidad, incluyendo al presidente del comité ejecutivo provincial. La guarnición, sin embargo, se negó a entregar las armas y, tras breves negociaciones para permanecer neutral que no fructificaron, comenzó a enfrentarse con las fuerzas de Perjúrov. Poco después, una añagaza de los soviéticos les permitió recuperar el control de los almacenes militares. Los rebeldes quedaron entonces sitiados en la ciudad vieja, a la espera de los prometidos refuerzos y tratando de recabar el apoyo de la población.
Mientras, el levantamiento en Rýbinsk, donde no se esperaba gran resistencia, fracasó en la madrugada del 7 al 8 de julio. El alzamiento simultáneo en Múrom tampoco fructificó y las fuerzas de la Unión fueron expulsadas de la población la mañana del 10 de julio, tras dos días de combates. La decisión de Sávinkov de abandonar entonces la rebelión principal en Yaroslavl fue inútil, ya que esta había comenzado antes que las demás y para entonces dependía de los refuerzos de la Unión y de los Aliados. Las ofertas de colaboración de los pueblos cercanos a Yaroslavl tuvieron que ser rechazados por los sitiados por falta de armas que entregarles. Mientras que los alzados no lograban el respaldo claro de los obreros por la neutralidad de los mencheviques ni del campo por la falta de armas, los sitiadores comenzaron a recibir refuerzos y artillería. Fuerzas de las ciudades industriales al sur de Yaroslavl y unidades del Ejército estrecharon el cerco.

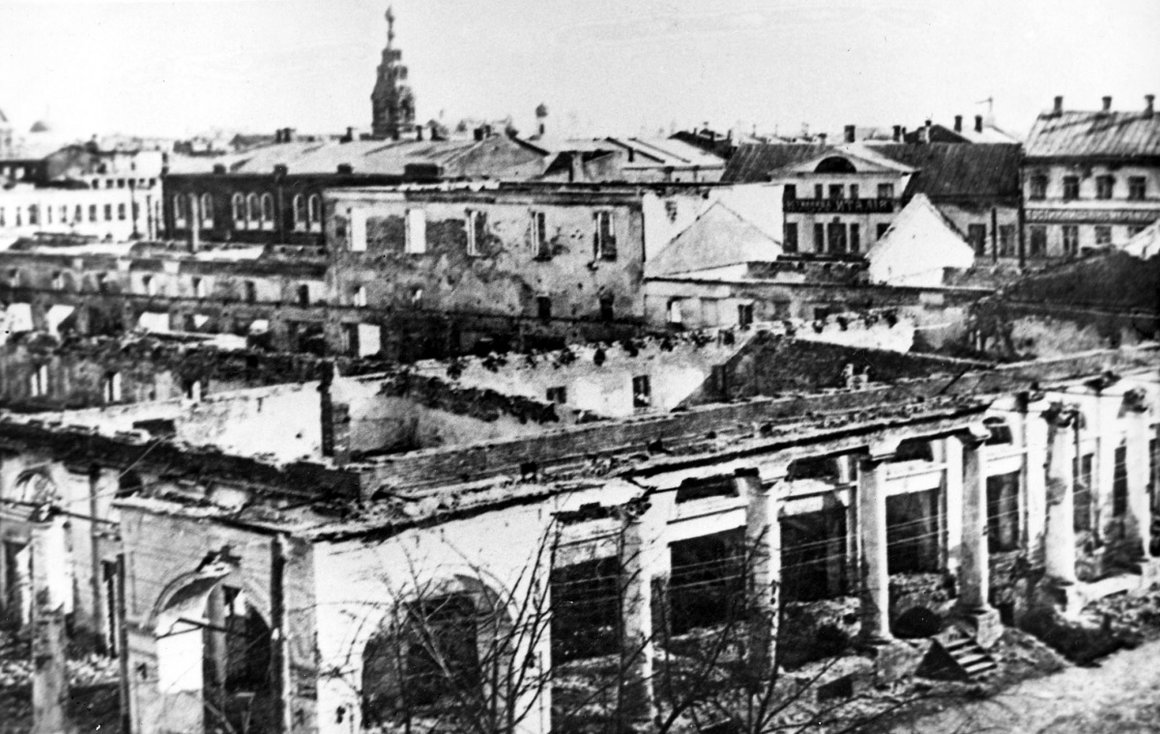
Gostiny Dvor después del bombardeo de los comunistas.

Entre el 10 y el 11 de julio, quedó claro que Perjúrov no recibiría refuerzos de la Unión, pero seguía confiando en la llegada de tropas Aliadas. Ante el continuo bombardeo de los soviéticos —para entonces mucho más numerosos que los rebeldes— que dañó seriamente la ciudad vieja, la resistencia de las fuerzas de la Unión comenzó a desmoronarse; dada la ausencia de las esperadas unidades Aliadas, el 17 Perjúrov abandonó la ciudad en barco junto con cincuenta de sus hombres. La ciudad continuó resistiendo hasta el 21 de julio, cuando la tomaron las fuerzas sitiadoras. Sávinkov había confundido las fechas y fuerza del inminente desembarco Aliado, que se produjo en Arcángel diez días después del aplastamiento de la rebelión en Yaroslavl.
Para evitar participar en nuevos ataques armados contra el Gobierno, que el comité central menchevique veía como un mero enfrentamiento entre bolcheviques y contrarrevolucionarios que podía conducir al establecimiento de una dictadura militar o una restauración monárquica, aprobó una moción el 27 de julio en la que expulsaba del partido a los dirigentes que habían tomado parte en la revuelta de Yaroslavl y prohibía la participación de sus miembros en actos semejantes.